# Aphaenogaster italica
Aphaenogaster italica är en myrart som beskrevs av Jean Bondroit 1918. Aphaenogaster italica ingår i släktet Aphaenogaster och familjen myror. Inga underarter finns listade i Catalogue of Life.